# ケリー・ウッド
ケリー・リー・ウッド （Kerry Lee Wood , 1977年6月16日 - ）は、アメリカ合衆国テキサス州アービング出身の元プロ野球選手（投手）。

## 経歴

### プロ入り前
ウッドがプロのスカウトから注目されるようになったのは高校2年生の時で、当時地元で有望視されていたベン・グリーブのいる高校と対戦した時である。88マイルを記録し、カブスのスカウト部長は「ダイヤモンドの原石を見ているかのようだ。これはドワイトを上回る逸材かもしれないぞ」と評した。強烈な印象を残し、これ以降ネット裏にスカウトが群がるようになり、3年生になると常時95マイルを計測し、12勝0敗・防御率0.77・152奪三振を記録した。

### プロ入りとカブス時代
1995年6月のMLBドラフトでカブスはウッドが何としてもほしかったため他の有望な選手の指名を見送り、契約金は球団史上最高となる120万ドルを用意し、1巡目（全体4位）で指名した。しかし、ウッドは入団交渉を代理人に任せ、数日後に行われた州大会で優勝した。1日に200球以上を投げたため、カブスのフロントは驚き、呆れ、激怒した。
1995年はルーキー級とA級で3試合に登板。
1996年はA級でプレー。
1997年はAA級とAAA級でプレー。
1998年にメジャーのスプリングトレーニングに招待された。オープン戦で4試合に登板し10.1イニングを投げ14奪三振を記録し、周囲の期待は高まるも、カブスのGMはAAA級で経験を積んだほうが良いと持論した。

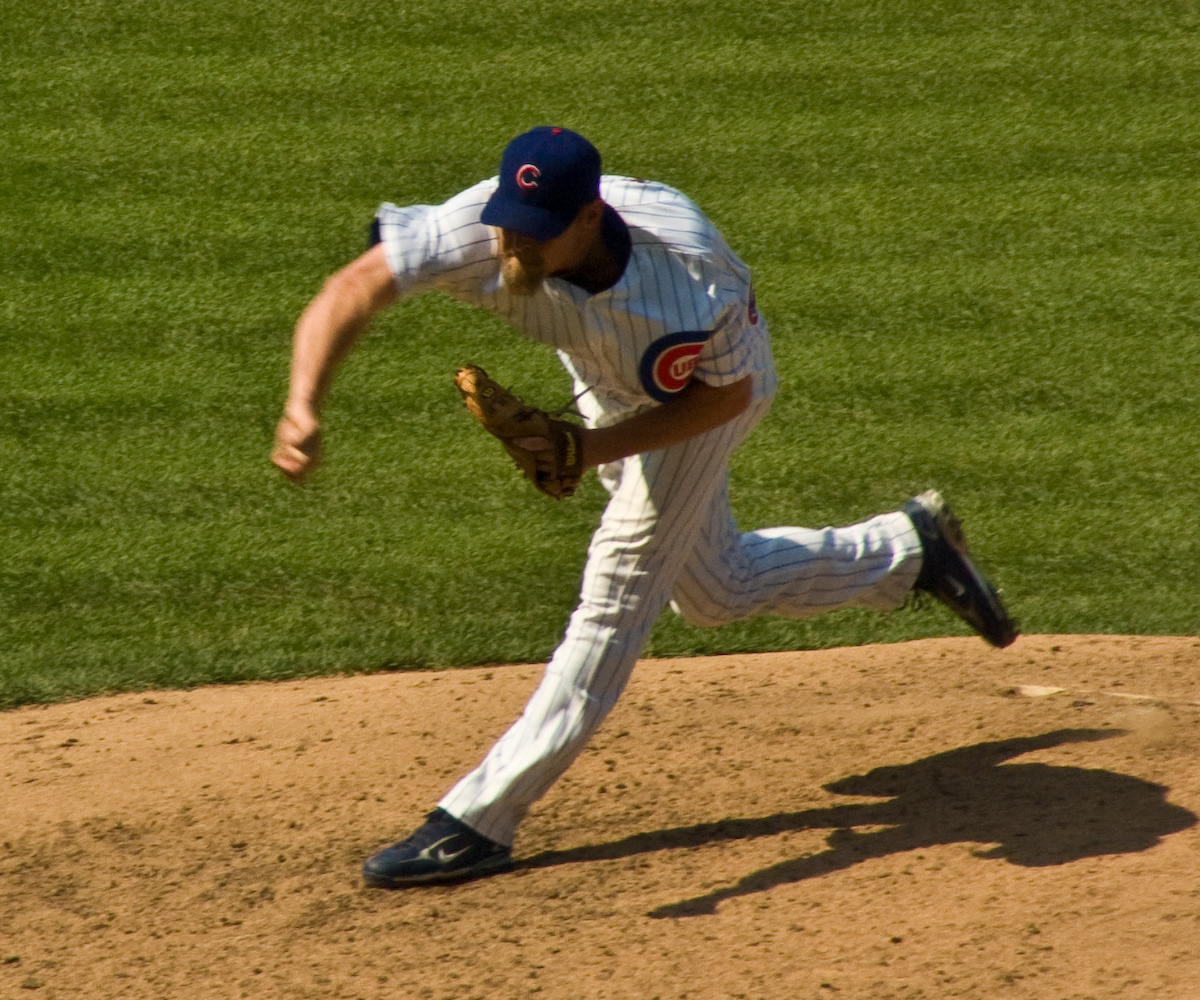
2008年7月11日

開幕をAAA級で迎えたが、リリーフのボブ・パターソンが脹脛を痛め、戦線離脱し、先発のテリー・マルホランドがリリーフに回らなければならなくなったため、ウッドはマイナーで1試合に登板しただけでメジャーへ昇格。4月12日に先発でメジャーデビューを果たした。5月6日のヒューストン・アストロズ戦でロジャー・クレメンスらと並ぶ一試合20奪三振の記録を作り、試合終了後に味方選手が駆け寄り、優勝したような騒ぎになった。次の登板で13奪三振を記録し、2試合での奪三振のメジャー新記録となった。
シーズンは最後の一か月を肘の故障で棒に振ったものの、13勝6敗を挙げ、233奪三振はリーグ3位で奪三振率12.58はリーグ1位となり、新人王を獲得。アトランタ・ブレーブスとのプレーオフで一試合のみ登板したものの、1999年はトミー・ジョン手術を受け、シーズンを棒に振った。復帰までウッドはほぼ毎日チームの練習に参加し、3時間半をリハビリと筋力トレーニングに費やし、試合中はいつもダグアウトで相手投手の研究をして過ごした。
2000年5月2日にメジャー復帰を果たし、この年は8勝7敗を記録した。
2001年に完全復活を果たし、名実ともにカブスのエースとして君臨する。
2003年にはMLBオールスターゲームにも出場し、メジャー134試合目の登板となった8月11日にロジャー・クレメンスの143試合を上回るメジャー史上2番目に少ない登板数で通算1,000奪三振を達成。マーク・プライアーと共にカブスのプレーオフ進出の原動力となるが、リーグチャンピオンシップシリーズにてフロリダ・マーリンズに敗退。
2004年2月に3年総額3250万ドル4年目の2007年は球団オプションで1350万ドルの契約を結ぶが、マーク・プライアーと共に毎年のように故障を頻発させて年間を通して活躍できずにいた。
2006年には2人揃って開幕DL入りで迎え、チーム復帰後もすぐに故障してシーズンをほとんど棒に振った。先発ローテーションからも外され、リリーフでの登板が続いた。シーズン後の球団は違約金300万ドルを払いオプションを破棄し、FA権を行使するものの、1年175万ドルと600万ドルのインセンティブ報酬で再契約し、残留することとなった。
2007年はまたもや開幕からDL入りし、8月に復帰後はリリーフ投手として22試合登板した。
2008年からはクローザーとして起用され、5年ぶり2度目のオールスター選出された（ただし、右手人差し指にできたマメが原因で欠場）。シーズン終了後にフリーエージェントとなった。

### インディアンス時代

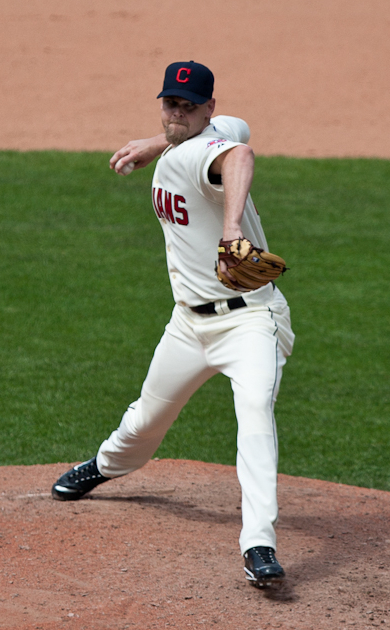
クリーブランド・インディアンス時代
(2010年6月13日)

2008年12月13日にクリーブランド・インディアンスと2年1050万ドル（3年目はオプション）で契約した。

### ヤンキース時代
2010年7月31日のトレード期限直前に右の中継ぎ投手の補充を必要としていたニューヨーク・ヤンキースにトレードされた。移籍後は24試合に登板し、マリアノ・リベラの前を投げるセットアッパーとして抜群の安定感を見せたが、テキサス・レンジャーズとのリーグ優勝シリーズにおいては四球を連発するなど安定感を欠き、敗退の一因となった。

### カブス復帰
2010年12月16日に1年契約総額150万ドルで合意し古巣カブスへ復帰。
2012年5月18日に現役引退を発表し、最終登板となったシカゴ・ホワイトソックス戦では8回1死から登板し、1球目で最速154km/hを記録しダヤン・ビシエドを3球三振に仕留め降板した。

## 選手としての特徴
時速90マイル後半の剛速球と大きく鋭い変化をするカーブで三振の山を築き、しばしばピッチャーゴロを背面キャッチでさばく抜群の運動神経と守備能力を誇った。
その姿とテキサス州出身である事からネクスト・ノーラン・ライアンとも呼ばれていた。ただし、ノーラン・ライアンの悪いところであった四球の多さも似ていた。

## 詳細情報

### 年度別投手成績
| 年 度      | 球 団      | 登 板 | 先 発 | 完 投 | 完 封 | 無 四 球 | 勝 利 | 敗 戦 | セ 丨 ブ | ホ 丨 ル ド | 勝 率 | 打 者 | 投 球 回 | 被 安 打 | 被 本 塁 打 | 与 四 球 | 敬 遠 | 与 死 球 | 奪 三 振 | 暴 投 | ボ 丨 ク | 失 点 | 自 責 点 | 防 御 率 | W H I P |
| ---------- | ---------- | ----- | ----- | ----- | ----- | -------- | ----- | ----- | -------- | ----------- | ----- | ----- | -------- | -------- | ----------- | -------- | ----- | -------- | -------- | ----- | -------- | ----- | -------- | -------- | ------- |
| 1998       | CHC        | 26    | 26    | 1     | 1     | 0        | 13    | 6     | 0        | 0           | .684  | 699   | 166.2    | 117      | 14          | 85       | 1     | 11       | 233      | 6     | 3        | 69    | 63       | 3.40     | 1.21    |
| 2000       | CHC        | 23    | 23    | 1     | 0     | 0        | 8     | 7     | 0        | 0           | .533  | 603   | 137.0    | 112      | 17          | 87       | 0     | 9        | 132      | 5     | 1        | 77    | 73       | 4.80     | 1.45    |
| 2001       | CHC        | 28    | 28    | 1     | 1     | 0        | 12    | 6     | 0        | 0           | .667  | 740   | 174.1    | 127      | 16          | 92       | 3     | 10       | 217      | 9     | 0        | 70    | 65       | 3.36     | 1.26    |
| 2002       | CHC        | 33    | 33    | 4     | 1     | 0        | 12    | 11    | 0        | 0           | .522  | 895   | 213.2    | 169      | 22          | 97       | 5     | 16       | 217      | 8     | 1        | 92    | 87       | 3.66     | 1.25    |
| 2003       | CHC        | 32    | 32    | 4     | 2     | 1        | 14    | 11    | 0        | 0           | .560  | 887   | 211.0    | 152      | 24          | 100      | 2     | 21       | 266      | 10    | 0        | 77    | 75       | 3.20     | 1.19    |
| 2004       | CHC        | 22    | 22    | 0     | 0     | 0        | 8     | 9     | 0        | 0           | .471  | 595   | 140.1    | 127      | 16          | 51       | 0     | 11       | 144      | 7     | 0        | 62    | 58       | 3.72     | 1.27    |
| 2005       | CHC        | 21    | 10    | 0     | 0     | 0        | 3     | 4     | 0        | 4           | .429  | 273   | 66.0     | 52       | 14          | 26       | 0     | 2        | 77       | 0     | 0        | 32    | 31       | 4.23     | 1.18    |
| 2006       | CHC        | 4     | 4     | 0     | 0     | 0        | 1     | 2     | 0        | 0           | .333  | 86    | 19.2     | 19       | 5           | 8        | 0     | 1        | 13       | 1     | 0        | 13    | 9        | 4.12     | 1.37    |
| 2007       | CHC        | 22    | 0     | 0     | 0     | 0        | 1     | 1     | 0        | 0           | .500  | 101   | 24.1     | 18       | 0           | 13       | 1     | 0        | 24       | 1     | 0        | 9     | 9        | 3.33     | 1.27    |
| 2008       | CHC        | 65    | 0     | 0     | 0     | 0        | 5     | 4     | 34       | 0           | .556  | 276   | 66.1     | 54       | 3           | 18       | 4     | 7        | 84       | 1     | 0        | 24    | 24       | 3.26     | 1.09    |
| 2009       | CLE        | 58    | 0     | 0     | 0     | 0        | 3     | 3     | 20       | 0           | .500  | 241   | 55.0     | 48       | 7           | 28       | 0     | 3        | 63       | 5     | 0        | 26    | 26       | 4.25     | 1.38    |
| 2010       | CLE        | 23    | 0     | 0     | 0     | 0        | 1     | 4     | 8        | 1           | .200  | 93    | 20.0     | 21       | 3           | 11       | 2     | 2        | 18       | 2     | 1        | 15    | 14       | 6.30     | 1.60    |
| 2010       | NYY        | 24    | 0     | 0     | 0     | 0        | 2     | 0     | 0        | 9           | 1.000 | 108   | 26.0     | 14       | 1           | 18       | 2     | 1        | 31       | 3     | 0        | 2     | 2        | 0.69     | 1.23    |
| '10計      | NYY        | 47    | 0     | 0     | 0     | 0        | 3     | 4     | 8        | 10          | .429  | 201   | 46.0     | 35       | 4           | 29       | 4     | 3        | 49       | 5     | 1        | 17    | 16       | 3.13     | 1.39    |
| 2011       | CHC        | 55    | 0     | 0     | 0     | 0        | 3     | 5     | 1        | 21          | .375  | 224   | 51.0     | 45       | 5           | 21       | 2     | 5        | 57       | 5     | 0        | 23    | 19       | 3.35     | 1.29    |
| 2012       | CHC        | 10    | 0     | 0     | 0     | 0        | 0     | 2     | 0        | 3           | .000  | 42    | 8.2      | 8        | 1           | 11       | 0     | 0        | 6        | 1     | 0        | 8     | 8        | 8.31     | 2.19    |
| 通算：14年 | 通算：14年 | 446   | 178   | 11    | 5     | 1        | 86    | 75    | 63       | 38          | .534  | 5863  | 1380.0   | 1083     | 148         | 666      | 22    | 99       | 1582     | 64    | 6        | 599   | 563      | 3.67     | 1.27    |

- 太字はリーグ1位。

### タイトル
- 最多奪三振：1回（2003年）

### 表彰
- 新人王：1998年

### 記録
- オールスターゲーム選出：2回（2003年、2008年）

### 背番号
- 34（1998年、2000年 - 2010年途中、2011年 - 2012年）
- 39（2010年途中 - 同年）